# Nicholas Megaludis
Nicholas "Nico" Daniel Megaludis (ur. 11 lipca 1992) – amerykański zapaśnik walczący w stylu wolnym. Trzeci w Pucharze Świata w 2019. Zajął dziesiąte miejsce na uniwersjadzie w 2013 roku.
Zawodnik Franklin Regional High School z Murrysville i Pennsylvania State University. Cztery razy All-American (2012 – 2014 i 2016) w NCAA Division I; pierwszy w 2016; drugi w 2012, 2013; trzeci w 2014 roku.